# Fumana
Genre
Classification APG II (2003)
Fumana est un genre de plantes à fleurs, herbacées ou arbrisseaux, de la famille des Cistaceae. 

## Caractéristiques
Les plantes du  genre Fumana ressemblent aux hélianthèmes, mais
- Les Fumana ont les pétales moins fripés que ceux des plantes du genre Helianthemum.
- Les feuilles des Fumana peuvent être alternes, celles des hélianthèmes sont opposées.

## Liste des espèces
- Fumana aciphylla
- Fumana arabica
- Fumana bonapartei
- Fumana ericifolia
- Fumana ericoides
- Fumana fontanesii
- Fumana fontqueri
- Fumana grandiflora
- Fumana juniperina
- Fumana lacidulemiensis
- Fumana laevipes
- Fumana laevis
- Fumana oligosperma
- Fumana paphlagonica
- Fumana procumbens
- Fumana scoparia
- Fumana thymifolia
- Fumana trisperma